# Actinium(III)-oxalat
Actinium(III)-oxalat ist eine chemische Verbindung des Actiniums aus der Gruppe der Oxalate.

## Gewinnung und Darstellung
Actinium(III)-oxalat-Decahydrat kann durch Fällung einer gereinigten Actinium3+-Lösung mit Oxalsäure hergestellt werden.
{\displaystyle \mathrm {2\ Ac^{3+}+3\ H_{2}C_{2}O_{4}+10\ H_{2}O\longrightarrow Ac_{2}(C_{2}O_{4})_{3}\cdot \ 10\ H_{2}O\downarrow +\ 6\ H^{+}} }

## Eigenschaften
Actinium(III)-oxalat-decahydrat ist ein farbloser Feststoff, dessen monokline Kristallstruktur isomorph zu der von Lanthanoxalat-Decahydrat ist (Raumgruppe P21/c (Raumgruppen-Nr. 14), Gitterkonstanten a = 11,26 Å, b = 9,97 Å, c = 10,65 Å, β = 111,3°).